# Eurytomaria aximoides
Eurytomaria aximoides är en stekelart som beskrevs av Masi 1943. Eurytomaria aximoides ingår i släktet Eurytomaria och familjen kragglanssteklar.
Artens utbredningsområde är Somalia. Inga underarter finns listade i Catalogue of Life.